# はやま三ヶ岡山緑地
はやま三ヶ岡山緑地（はやまさんがおかやまりょくち）は、神奈川県葉山町に位置する神奈川県立の都市公園（都市林）である。自然豊かな林の中に3本のハイキングコースが整備された公園である。「関東の富士見百景」に選定されている。

## 主な施設

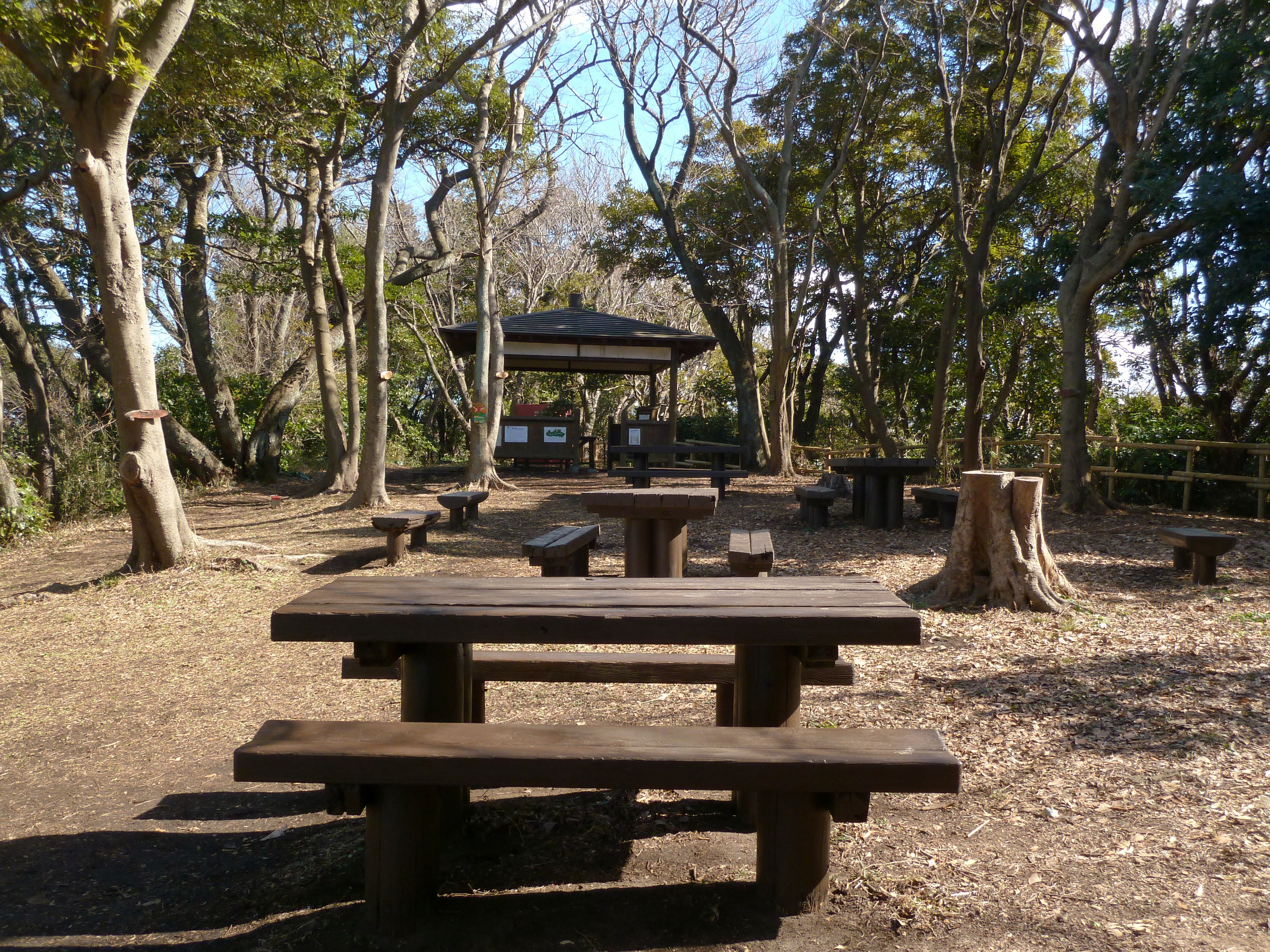
山頂広場
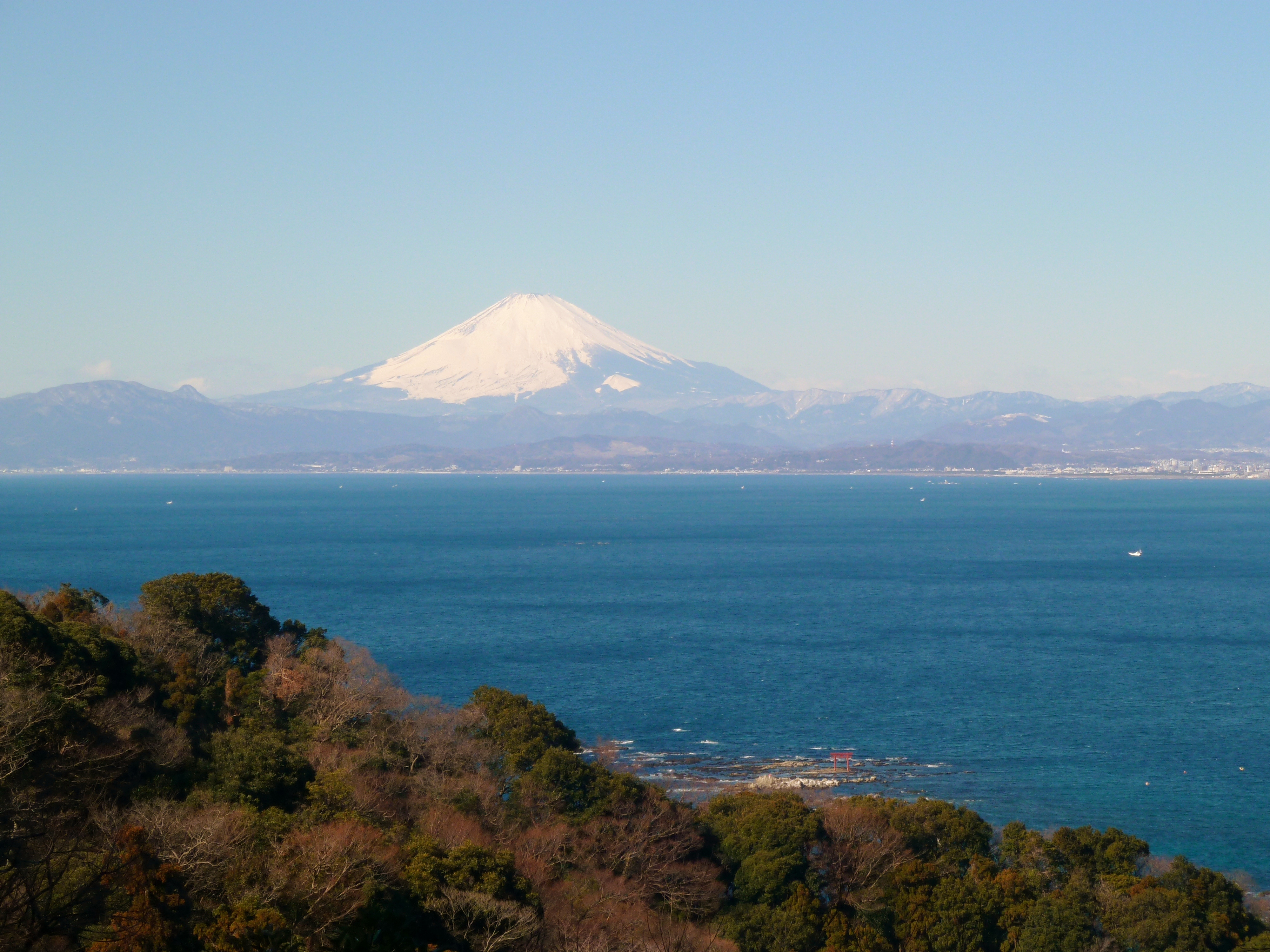
山頂広場から見た富士山
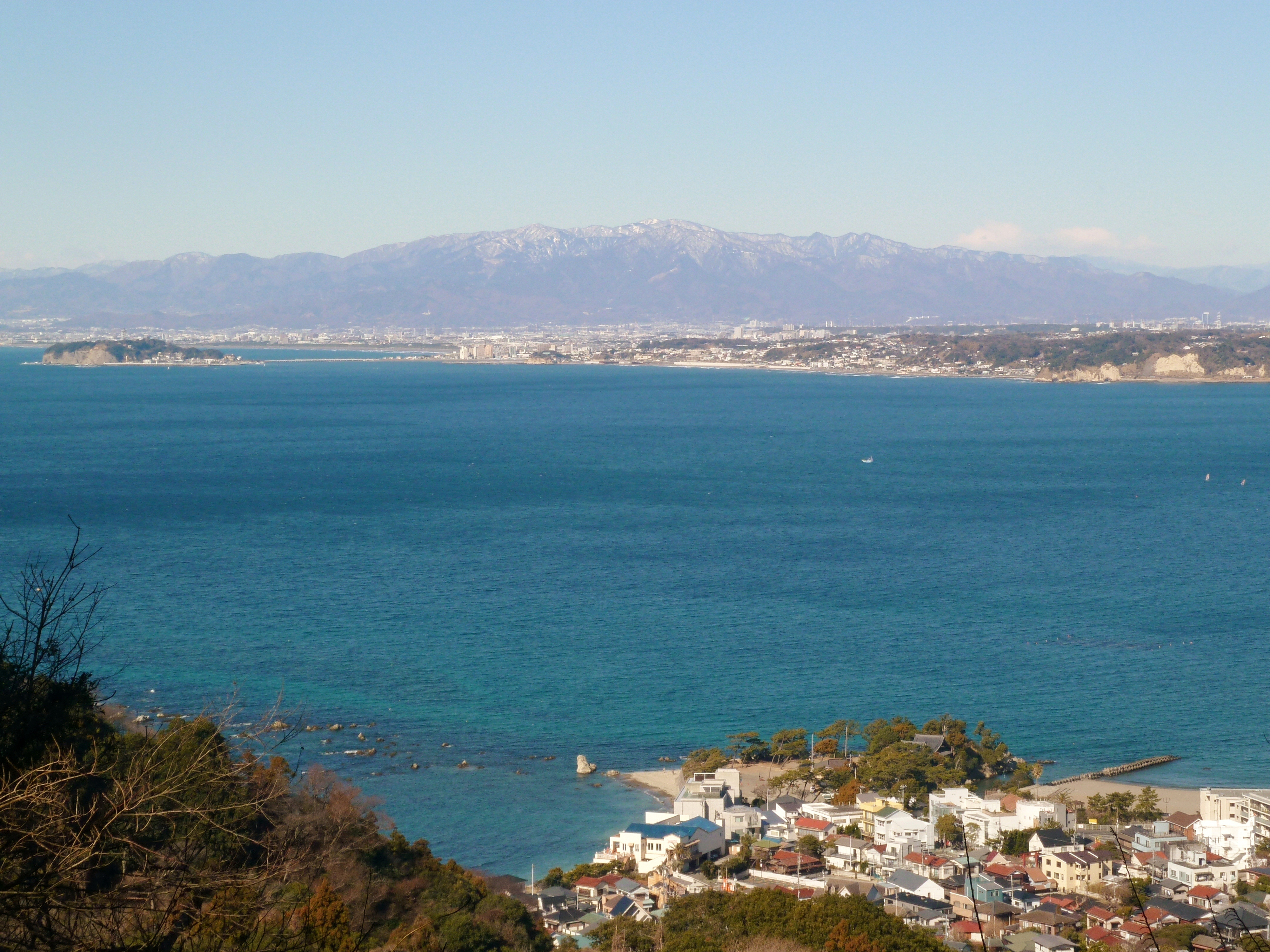
山頂広場から見た丹沢山地
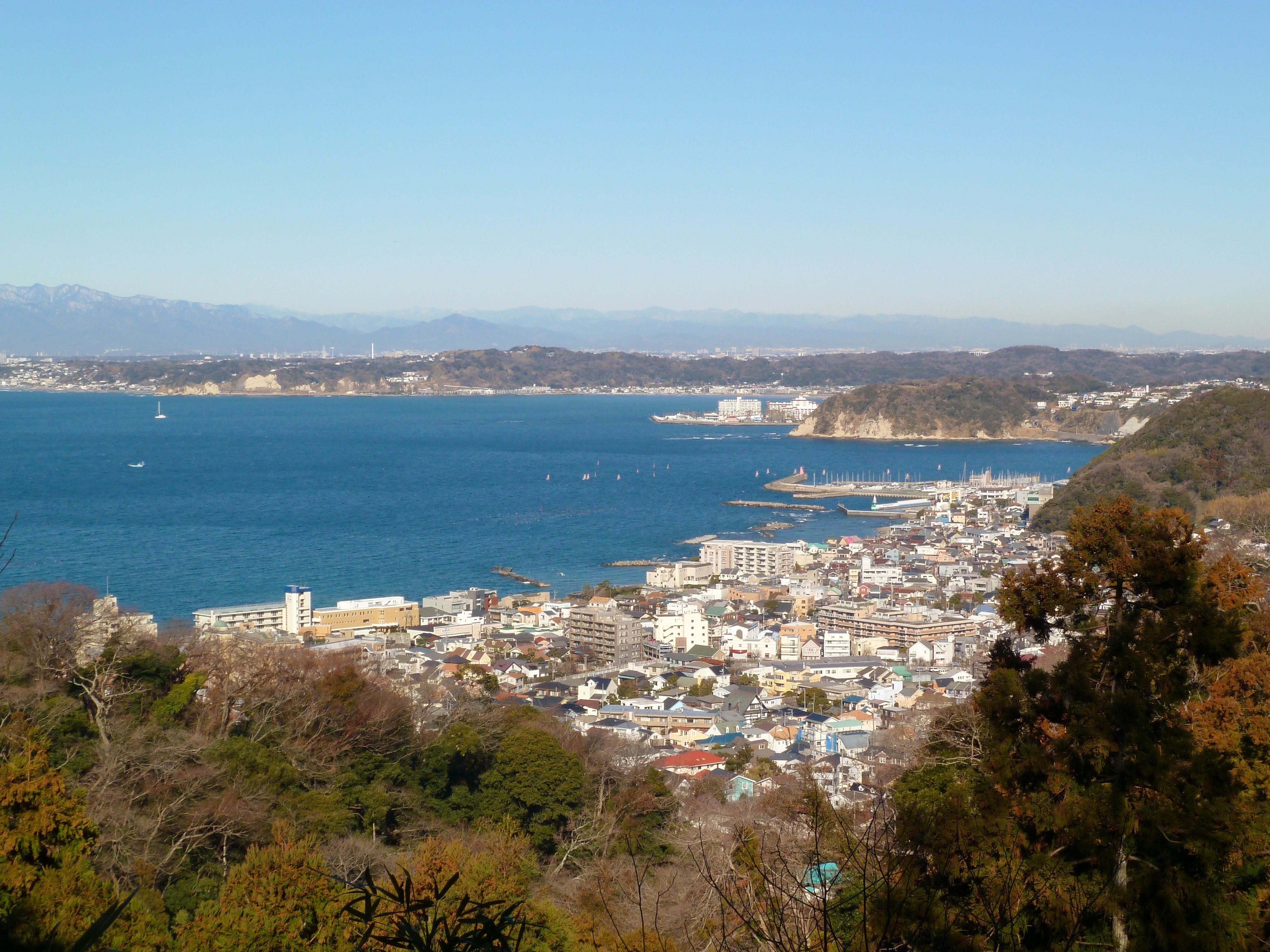
東2峰広場から見た葉山の町並み
  - あずまや
- 東峰広場
- 東2峰広場
- 西峰疎林広場
- 西2峰広場
  - 展望デッキ

- 山頂広場
- 山頂広場から見た富士山
- 山頂広場から見た丹沢山地
- 東2峰広場から見た葉山の町並み

## 交通
- JR逗子駅、京急逗子・葉山駅からバス